# George Robertson
Islay MacNeill George Robertson, Barão de Port Ellen (12 de abril de 1946) é um político britânico do Partido Trabalhista, que foi o décimo secretário-geral da Organização do Tratado do Atlântico Norte, entre outubro de 1999 e início de agosto de 2004. Ele serviu como secretário de Defesa do Reino Unido de 1997 a 1999.

## Carreira
- Presidente do Partido Trabalhista na Escócia.
- Vice-presidente da Fundação Westminster para a Democracia.
- Vice-presidente do Conselho Britânico para nove anos.
- Vice-presidente da Rússia-Grã-Bretanha, Centro.
- Membro do Conselho do Instituto Real de Assuntos Internacionais (Chatham House), sete anos, agora o Presidente.
- Membro da Sociedade Peregrinos.
- Governador da Fundação Ditchley.
- Patrono da British-American Project.
- Atualmente é membro do Conselho da Cable & Wireless International.
- Atualmente atua no Conselho de Administração do Grupo Weir PLC.
- Atualmente atua no Conselho de Administração da TNK-BP.
- Atualmente atua no Painel Global Advisory Board da América.
- Atualmente é membro do Grupo de Nível Superior do Reino Unido parlamentares para Multilateral *Nuclear Desarmamento e Não Proliferação, criado em outubro de 2009.[3]